# Einsteins stoel

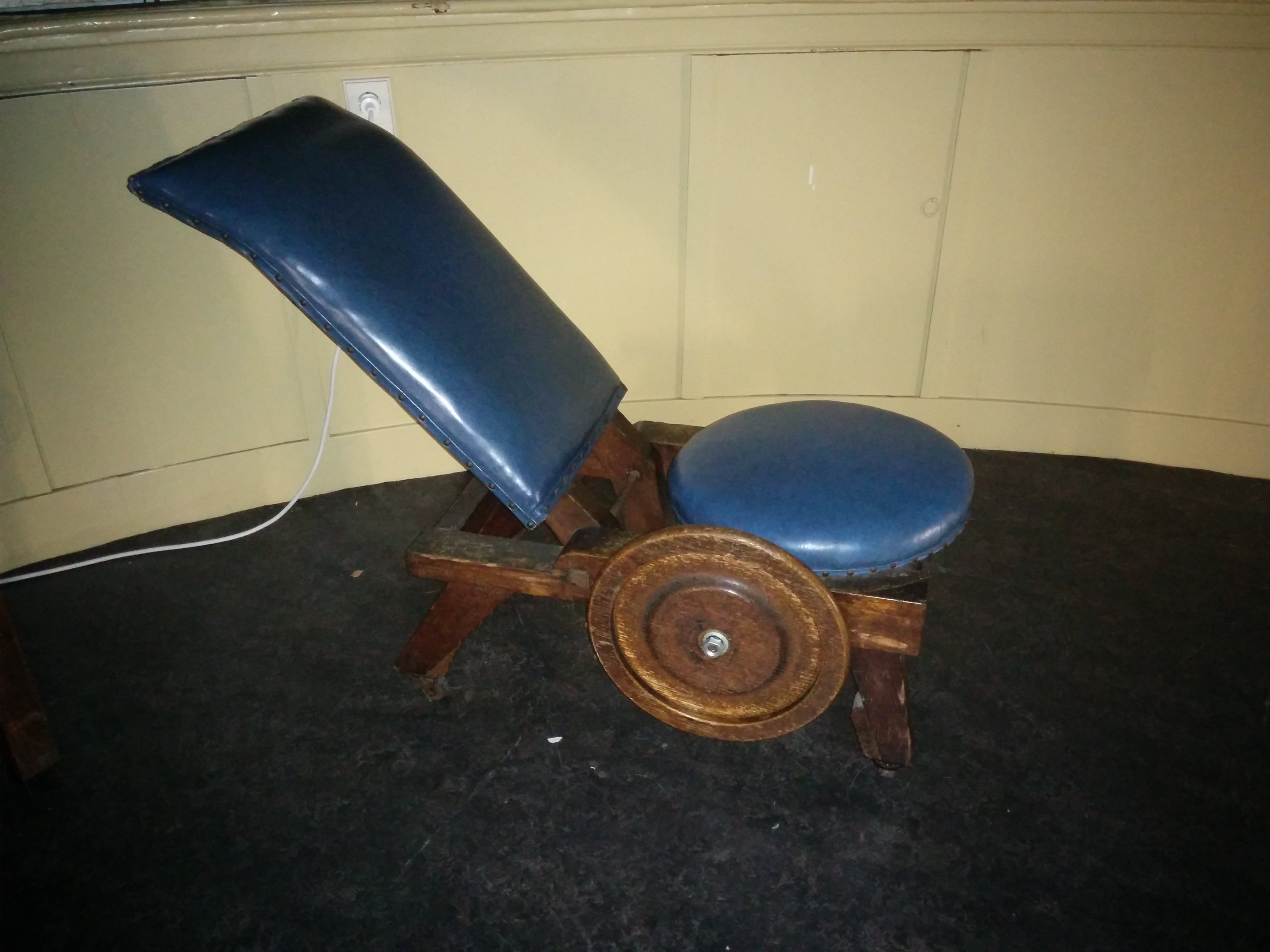
Einsteins stoel

Einsteins stoel is een astronomische waarneemstoel uit de Oude Sterrewacht te Leiden. Het is een meubel uit 1861 en het enige zitmeubel dat uit die tijd bewaard is gebleven. De stoel heeft zijn naam te danken aan het feit dat hij meermalen gebruikt zou zijn door de natuurkundige Albert Einstein, die regelmatig te gast was in het gebouw tijdens zijn hoogleraarschap.
De stoel staat in de koepel van de grootste telescoop van de Oude Sterrewacht, de zogenaamde tienduimskoepel, en wordt nog steeds gebruikt bij waarnemingen met de telescoop.
De stoel werd op 21 oktober 2015 uitgelicht op het programma Heel Nederland Kijkt Sterren, waar de wetenschapspopularisator Govert Schilling en wetenschapshistoricus David Baneke hier een kort item over hadden. Tevens is de stoel genoemd op 27 februari 2018 tijdens een segment over de nationale sterrenkijkdagen op omroep Max.